# 高澄 (明朝)
高澄（1494年—1552年），字肅卿，别号東玉，顺天固安縣（今河北省固安县）人。明朝政治人物，官至河南巡抚。

## 生平
嘉靖四年（1525年）乙酉科順天府鄉試第十六名舉人。嘉靖八年（1529年）中式己丑科三甲二百十三名進士。授行人。嘉靖十一年（1532年），与吏科左给事中陈侃充正副使出使琉球，册封琉球尚清王，著《操舟记》。十四年七月回国后晋升尚宝司丞，十七年八月升任光禄寺少卿，二十四年七月升南京太仆寺少卿，二十八年三月改为太常寺少卿、提督四夷馆，十二月升光禄寺卿。嘉靖三十年（1551年）九月晋升都察院右副都御史，巡抚河南。嘉靖三十一年（1552年）卒于官，享年五十九。

## 家族
曾祖高全，曾任百戶；祖父高文，曾任百戶；父高大琳。前母胡氏；母陳氏。